# François Bilodeau
Pour les articles homonymes, voir Bilodeau.
François Bilodeau est un ancien joueur de volley-ball canadien, né le 29 juin 1973 à Val d'Or. Il mesure 1,98 m et jouait central. Il vit à Québec.

## Clubs
| Club                              | Pays   | De        | À         |
| --------------------------------- | ------ | --------- | --------- |
| Rouge et Or de l'Université Laval | Canada | 1993-1994 | 1995-1996 |
| Harnes Volley-Ball                | France | 1996-1997 | 1996-1997 |
| GFCO Ajaccio                      | France | 1997-1998 | 1998-1999 |
| Asnières Volley 92                | France | 1999-2000 | 2001-2002 |
| AS Cannes                         | France | 2003-2004 | 2004-2005 |

## Palmarès
- Championnat de France (1)
  - Vainqueur : 2005
  - Finaliste : 2004